# もりの木ごろう&まめた
もりの木ごろう&まめた（もりのきごろう&まめた）とは、長崎県にあるテレビ朝日（ANN）系列の長崎文化放送（NCC）のマスコットキャラクター。

## 概要
2009年、NCCの開局20周年を記念して『パパンがパンダ』シリーズの監督でもある田上キミノリが製作した、長崎名産の枇杷（ビワ）を模した親子のキャラクターが登場。それと同時に名前を一般公募することも発表。4月4日にみらい長崎ココウォークで行われた開局20周年記念イベント「VIVA!NCC」において名前が発表され、親の名前は「もりの木ごろう」で、子の名前は「まめた」に決定した。
現在、NCCの地上デジタル放送のチャンネルロゴ表示に父・ごろうが採用されている。

## プロフィール

### 父・もりの木ごろう
- 誕生日：12月27日
- しゅみ：ふらり旅・緑を育てること
- せいかく：無口だけどけっこう頼りになる...と思う
- とくぎ：盆栽を育てる
- チャームポイント：ちょろりんとした前髪
- しょうらいの夢：自分の名前の公園に銅像をたてる
- 好きな色：みどり
- 好きな言葉：諸行無常
- 好きな女性のタイプ：妻
- くせ：前髪をさわる
- 無人島に一つだけもっていくとしたら：マイ箸

### 子・もりの木まめた
- 誕生日：4月1日
- しゅみ：食べること
- せいかく：イタズラだいすき、けっこうあまえんぼう
- とくぎ：三輪車で暴走
- チャームポイント：ぷっくりしたほっぺ
- しょうらいの夢：ビワリーヒルズに住む！
- 好きな色：びわオレンジ
- 好きな言葉：食べ放題
- 好きな女性のタイプ：近所のあやねえちゃん（20歳）
- くせ：鼻をほじる
- 無人島に一つだけもっていくとしたら：無人島なんかいかない

### ペット・Pちゃん
- 豚のようなキャラクター。名前はブログ「ごろまめ日記」から。
- 当初は隠れキャラ扱い[1]だったのだが、最近ではSNS等で単独でnccの顔を任されるようになった。